# باتس، لوند
باتس (به فرانسوی: Bats) یک کمون (فرانسه) در فرانسه است که در canton of Geaune واقع شده‌است. باتس ۷٫۳۵ کیلومتر مربع مساحت دارد ۱۰۵ متر بالاتر از سطح دریا واقع شده‌است.